# نضناض طويل المنقار
نضناض طويل المنقار (الاسم العلمي: Zaglossus)، هو أحد الجنسين الحيين من النضناض. وهُما ينتميان إلى الكظاميات الشائكة ويعيشان في غينيا الجديدة. يضم جنس النضناض طويل المنقار ثلاث أنواع حية ونوعان منقرضان. الأنواع المنقرضة كانت توجد في أستراليا. هي واحدة من نوعين من الثدييات التي تبيض، والآخر هو خلد الماء. تحتفظ النضناضيات بسمات الزواحف مثل التبيض، وتمتلك ميزات بارزة في ثدييات مثل الفراء والرضاعة.